# Matriu d'emissors de camp

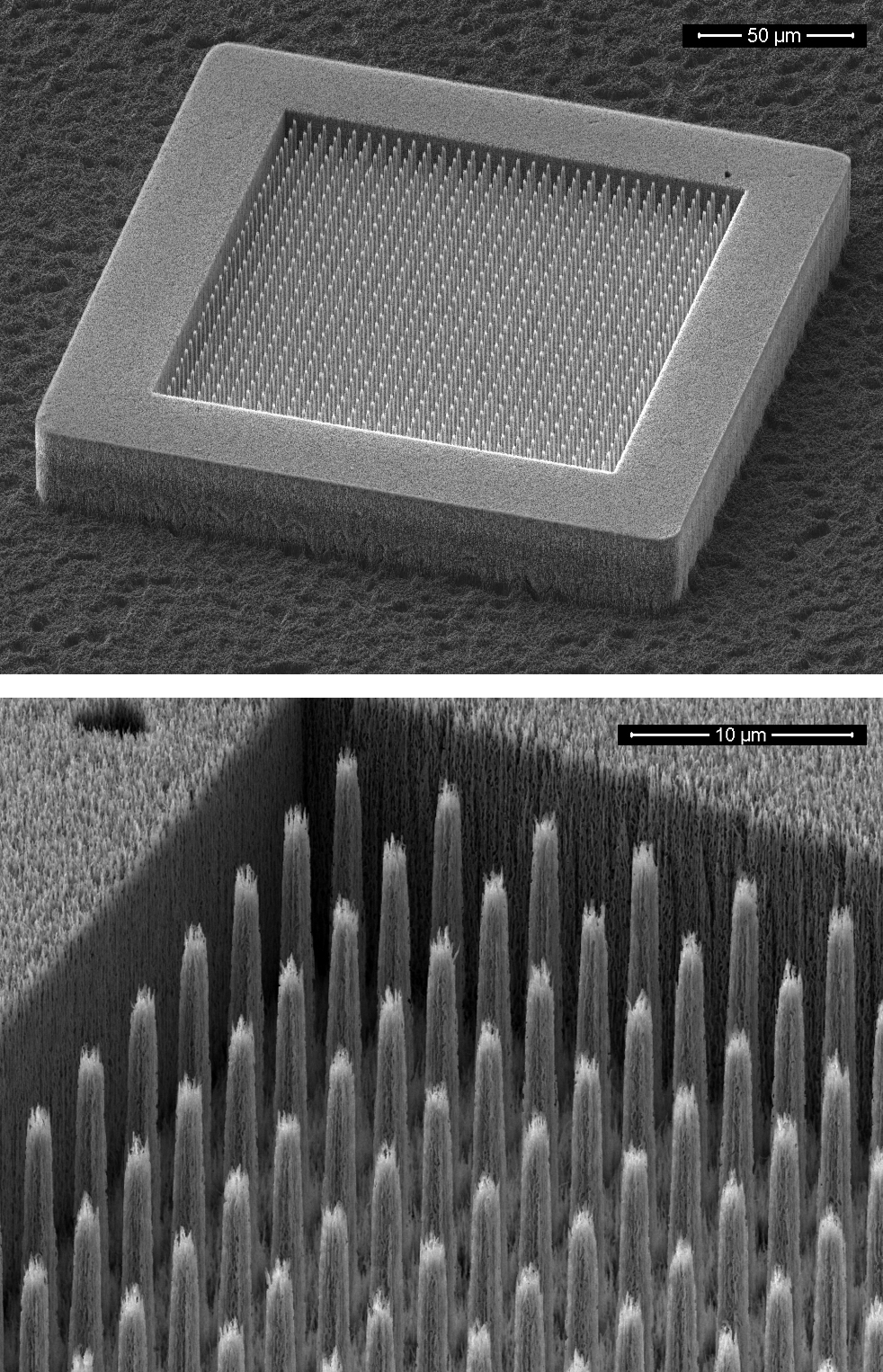
Emissor de camp de carbur de silici (SiC) fabricat per NIST el 2013. Produeix un flux d'electrons comparable a l'emissió termoiònica però sense necessitat de calor destructiu. Es va fer gravant algun material per fer una estructura porosa amb una gran superfície. A mesura que es desgasta un punt d'emissió d'electrons en una punta individual, hi ha un altre disponible per substituir-lo, fent que la matriu sigui més duradora.

Una matriu d'emissors de camp (FEA) és una forma particular de font d'electrons de camp de gran àrea. Els FEA es preparen sobre un substrat de silici mitjançant tècniques litogràfiques similars a les utilitzades en la fabricació de circuits integrats. La seva estructura consisteix en molts emissors d'electrons individuals, similars i de camp petit, normalment organitzats en un patró bidimensional regular. Els FEA s'han de distingir de les fonts d'àrea gran de tipus "pel·lícula" o "estora", on es diposita una capa fina de material semblant a una pel·lícula sobre un substrat, mitjançant un procés de deposició uniforme, amb l'esperança o expectativa que (com a resultat d'irregularitats estadístiques en el procés) aquesta pel·lícula contindrà un nombre prou gran de llocs d'emissió individuals.

## Matrius de Spindt
La matriu d'emissors de camp original era la matriu Spindt, en la qual els emissors de camp individuals són petits cons de molibdè afilats. Cadascun es diposita dins d'un buit cilíndric en una pel·lícula d'òxid, amb un contraelèctrode dipositat a la part superior de la pel·lícula. El contraelèctrode (anomenat "porta") conté una obertura circular separada per a cada emissor cònic. El dispositiu porta el nom de Charles A. Spindt, que va desenvolupar aquesta tecnologia a SRI International, i va publicar el primer article que descriu una punta d'un sol emissor microfabricada en una hòstia el 1968. Spindt, Shoulders i Heynick van presentar una patent dels EUA l'any 1970 per a un dispositiu de buit que inclou una sèrie de puntes emissores.
Cada con individual s'anomena punta de Spindt . Com que les puntes de Spindt tenen àpecs afilats, poden generar un camp elèctric local elevat mitjançant una tensió de porta relativament baixa (menys de 100 V). Utilitzant tècniques de fabricació litogràfica, els emissors individuals es poden empaquetar extremadament junts, donant lloc a una densitat de corrent mitjana alta (o "macroscòpica") de fins a 2 × 107 A/m². Els emissors de tipus Spindt tenen una intensitat d'emissió més alta i una distribució angular més estreta que altres tecnologies FEA.

## Matrius de nanotubs de carboni (CNT)
Es fabrica una forma alternativa de FEA creant buits en una pel·lícula d'òxid (com en una matriu Spindt) i després utilitzant mètodes estàndard per fer créixer un o més nanotubs de carboni (CNT) a cada buit.
També és possible fer créixer matrius CNT "autònomes".

## Aplicacions
Essencialment, els generadors de feix d'electrons molt petits, els FEA, s'han aplicat en molts dominis diferents. Els FEA s'han utilitzat per crear pantalles de pantalla plana (on es coneixen com a pantalles d'emissió de camp (o "pantalles nanoemissives"). També es poden utilitzar en generadors de microones i en comunicacions de RF, on podrien servir com a càtode en tubs d'ona mòbil (TWT).
Recentment, hi ha hagut un interès renovat per utilitzar matrius d'efecte de camp com a càtodes freds en tubs de raigs X. Els FEA ofereixen una sèrie d'avantatges potencials respecte als càtodes termoiònics convencionals, com ara el baix consum d'energia, la commutació instantània i la independència de corrent i tensió.